# Urmărire periculoasă
Urmărire periculoasă (君よ憤怒の河を渉れ Kimi yo Fundo no Kawa o Watare?) este un film de urmărire japonez din 1976, regizat de Junya Satō⁠(d). El este inspirat din romanul cu același nume al lui Juko Nishimura.

## Rezumat
Morioka, un procuror din Tokyo, este acuzat de furt de o femeie și din nou de un bărbat. Obiectele furate sunt găsite la el acasă, spre nedumerirea sa, iar el fuge pe fereastra de la baie. Superiorul lui Morioka îl revocă din funcția de procuror și organizează o căutare a fugarului, desemnându-l să se ocupe de această chestiune pe detectivul Yamura (de la Departamentul de Poliție Metropolitană din Tokyo). Morioka o urmărește pe acuzatoarea sa în satul Makami din peninsula Noto (prefectura Ishikawa), dar o găsește moartă. Printre articolele ei, el găsește o fotografie de nuntă cu ea și celălalt acuzator. Poliția sosește după plecarea lui Morioka și găsește cadavrul, apoi îl urmărește pe soțul ei, Yokomichi Keiji, într-un oraș numit Kounogi din Hokkaido, unde este pusă la cale o ambuscadă. Morioka sosește în curând, dar reușește să scape de poliția care-l urmărește.
În timp ce se deplasează prin pădure, Morioka observă și dezarmează un fir de tracțiune prins de o pușcă, apoi îl folosește pentru a speria un urs care atacă o femeie ce se refugiase într-un copac. Ursul îl urmărește pe Morioka până pe marginea unei stânci și apoi într-un râu. Femeia, Mayumi, îl salvează și îi îngrijește sănătatea în casa familiei ei. Morioka afirmă că numele lui este Maeda, dar tatăl lui Mayumi, Tonami Yoshinori, care vrea să candideze la postul de guvernator, îl recunoaște ca Morioka și se oferă să ajute. Asistentul lui Tonami, Nakayama, cheamă însă poliția într-o încercare de a susține ambițiile politice ale lui Tonami, iar Morioka fuge din casă. Mayumi îl urmează călare și îl ajută să scape, mărturisindu-i ce i-a făcut lui Yamura atunci când poliția a ajuns la ea acasă. Yamura o urmează până la o baracă de pe malul mării unde se ascunde Morioka și îi forțează să se întoarcă spre casa ei sub amenințarea armei. În timp ce merg sunt atacați de un urs, iar Yamura este prins în ghearele animalului. Morioka îl ajută pe rănitul Yamura să se întoarcă la ascunzătoare și cauterizează rana cu o ramură în flăcări. În ciuda acestui fapt, Yamura susține că îl va aresta pe Morioka, dar Morioka îl biruie cu ușurință pe rănitul Yamura și fuge împreună cu Mayumi într-o ascunzătoare din peșteră. Tatăl lui Mayumi îi găsește acolo și îi oferă lui Morioka avionul său privat, astfel încât să ajungă rapid la Tokyo pentru a-l găsi pe Yokomichi. Tonami se retrage apoi din cursa pentru postul de guvernator și o trimite pe Mayumi la Tokyo sub pretextul de a încheia o afacere pentru el.
Morioka aterizează pe o plajă de lângă Mito, se strecoară cu un camion pe lângă barajele rutiere ale poliției și își croiește drum prin pădure până la Tokyo. El se îmbolnăvește și este ajutat de o femeie necunoscută care îl recunoaște după afișele poliției. În noaptea următoare, Morioka este văzut de poliție în Tokyo și este urmărit pe străzile aglomerate înainte de a fi salvat de Mayumi, care apare călare, conducând o herghelie de cai care este oprită de un baraj al poliției.
A doua zi, Yamura ajunge la hotelul lui Mayumi și îi arată lui Morioka o copie a fișei medicale a lui Yokomichi de la un spital de boli psihice, unde este tratat pentru schizofrenie paranoidă sub numele de Suzuki Takeshi. El afirmă că spitalul este administrat de compania Nagaoka, deținută de parlamentarul Ryosuke. Parlamentarul era o persoană dubioasă care a vorbit cu deputatul Asakura înainte ca acesta din urmă să sară brusc pe fereastră într-o presupusă sinucidere, o explicație de care Morioka s-a îndoit mereu. Cu o zi înainte de moartea lui Asakura, o sumă mare de bani i-a fost extorccată de compania Tonan, companie care a cumpărat și porcușori de Guineea de la Yokomichi Keiji.
Morioka și Mayumi reușesc să fugă din hotel înainte de sosirea poliției. Superiorul lui Yamura îl mustră și îi amintește că cei care fac înțelegeri cu suspecții sunt pasibili de o pedeapsă de cinci ani de închisoare. Morioka și Mayumi ajung la spitalul de boli psihice, unde pretind că ar fi soț și soție, iar Morioka este internat. Medicul, vicepreședintele Doto, îl recunoaște pe Morioka și îl batjocorește arătându-i-l pe Yokomichi, care a devenit incoerent în urma unui sedativ puternic. Doto îl hrănește forțat cu același sedativ pe Morioka și îl închide în spitalul de boli psihice, înscriindu-l acolo ca un schizofrenic sub numele de Tsuyama, și refuză să-l elibereze. Morioka varsă intenționat unele dintre pastilele care i-au fost date, astfel încât să le poată pune în buzunar. El îi strecoară o pastilă în mâna lui Mayumi când ea îl vizitează și ea i-o duce lui Yamura.
Deputatul Ryosuke vizitează spitalul și i se face o demonstrație a efectelor sedativului cunoscut sub numele de „AX” care blochează părți ale creierului responsabile de voință și îi face pe cei care îl iau să asculte de comenzi. Medicul demonstrează acest lucru comandând unui pacient să se înjunghie în braț, ceea ce pacientul face. Pacientul condusese anterior protestele împotriva companiei lui Ryosuke, iar noul medicament va fi folosit ca mijloc pentru a scăpa de oameni ca el. Morioka, care a vărsat pastilele după ce le-a înghițit, este instruit să scrie un bilet de sinucidere, apoi este dus pe un acoperiș și instruit să sară. Morioka merge până la marginea acoperișului, dar, în loc să sară, explică că înțelege acum că Asakura a fost convins să sară după ce a consumat forțat medicamente produse de Nagaoka. Îngrijitorii încearcă să-l sugrume pe Morioka aunci când sosesc Yamura și Hosoi. Doto este urmărit de Yamura și se sinucide sărind de pe acoperiș, iar asistentul lui Ryosuke, Sakai, este găsit mort ca urmare a sinuciderii.
Morioka, Yamura și Hosoi îl prind pe Ryosuke pregătindu-se să fugă cu avionul în Coreea de Sud cu o servietă plină de dolari, iar Morioka explică că ei știu că Asakura îl șantaja pe Ryosuke în legătură cu medicamentul „AX”. El continuă că Ryosuke știa că Morioka nu credea că moartea lui Asakura era o sinucidere și, prin urmare, i-a trimis pe soții Yokomichi să-l oprească. Morioka îi recunoaște pe asistenții lui Ryosuke ca bărbații care au ucis-o pe doamna Yokomichi și au încercat mai târziu să-l împuște în Hokkaido. Yamura îi ordonă lui Hosoi să-i aresteze pe oamenii lui Ryosuke, iar Ryosuke le spune că îi va elibera din închisoare a doua zi. Ryosuke încearcă să fugă cu avionul, dar Yamura scoate pistolul și îi comandă lui Ryosuke să sară pe fereastră, dar Ryosuke ripostează, așa că Morioka și Yamura îl împușcă într-un act pe care-l califică drept autoapărare. Procurorul general acceptă această explicație, dar afirmă că Morioka va trebui să fie urmărit penal în continuare pentru unele dintre acțiunile sale. Morioka afirmă că acum crede că legea nu-i poate opri pe unii infractori și că nu-și mai dorește să fie procuror. Yamura spune că, atunci când va veni să-l aresteze pe Morioka, îi va mai oferi o șansă de a scăpa. Morioka pleacă și o întâlnește pe Mayumi, explicându-i că vor trebui să trăiască pe fugă. Ea acceptă acest lucru și spune că va rămâne în fugă împreună cu el.

## Distribuție
- Ken Takakura⁠(d) — Morioka Fuyuto
- Yoshio Harada⁠(d) — detectivul Yamura
- Kunie Tanaka — Yokomichi Keiji
- Ryōko Nakano⁠(d) — Tonami Mayumi
- Kō Nishimura⁠(d) — Nagaoka Ryokai
- Hiroko Isayama — Yokomichi Kayo
- Tappie Shimokawa⁠(d)
- Hideji Ōtaki — Tonami Yoshinori

## Reacție în China
Acest film a fost lansat în China în 1978 și a fost unul dintre primele filme străine lansate în China după Revoluția Culturală, care s-a încheiat în 1976. A devenit foarte popular în China la acea vreme, iar Ken Takakura⁠(d) a ajuns să fie foarte bine cunoscut. Când a murit de limfom în noiembrie 2014, un număr mare de utilizatori de internet chinezi și-au exprimat simpatia și condoleanțele, inclusiv multe celebrități din industria cinematografică chineză. Purtătorul de cuvânt al Ministerului Afacerilor Externe al Chinei, Hong Lei, a spus că Takakura a avut o contribuție semnificativă la schimburile culturale dintre China și Japonia.

## Remake
Regizorul din Hong-Kong John Woo a anunțat la Festivalul de Film de la Cannes din 2015 că urmează să realizeze un remake al filmului Urmărire periculoasă. În martie 2016 s-a confirmat că Zhang Hanyu⁠(d), Masaharu Fukuyama⁠(d) și Qi Wei⁠(d) vor juca în film. Ha Ji-won s-a alăturat ulterior acestui proiect. Lee Byung-hun⁠(d) urma să se alăture și el, dar a trebuit să renunțe din cauza unor conflicte de programare. Având acțiunea și urmând a fi filmat în Japonia, filmul va avea dialoguri în limbile chineză, coreeană și engleză.